# マイク・ミラー (プロレスラー)
"ミーン" マイク・ミラー（"Mean" Mike Miller、本名：James Michael Hillman、1951年10月14日 - ）は、アメリカ合衆国の元プロレスラー。テネシー州メンフィス出身（ルイジアナ州ニューオーリンズ出身ともされる）。
ホームタウンのオレゴン州ポートランドを本拠地としていたNWA傘下団体パシフィック・ノースウエスト・レスリングを主戦場に、ヒールの中堅ラフファイターとして活動した。

## 来歴
憧れていたビル・ミラーにあやかったマイク・ミラー（Mike Miller）をリングネームに、1977年にデビュー。前座試合やTVテーピングのジョバー要員として、テネシー、ルイジアナ、フロリダ、ミッドアトランティックなど各地を転戦、1980年にはリック・フレアーやアブドーラ・ザ・ブッチャーのジョブ・ボーイも務めた。
1981年4月、ポール・エラリングやスティーブ・オルソノスキーと共に国際プロレスに初来日。当時「まだ見ぬ強豪」として注目されていた彼らとは異なり無名の存在だったものの、エースのラッシャー木村とのシングルマッチも組まれ、5月4日には札幌中島スポーツセンターのメインイベントにおいて、寺西勇と金網デスマッチで対戦した。
1982年より、太平洋岸北西部のオレゴンおよびワシントン州を拠点とするPNW（パシフィック・ノースウエスト・レスリング）に進出。ロッキー・ジョンソン、カート・ヘニング、クリス・アダムス、ダイナマイト・キッド、スタン・スタージャック、アル・マドリル、ジュールズ・ストロンボー、バディ・ローズ、ビリー・ジャックらとの対戦を経て、1984年7月21日、ミスター・エボニーことトム・ジョーンズと組んでトム・プリチャード&ブレット・ソイヤーからNWAパシフィック・ノースウエスト・タッグ王座を奪取。タイトル初戴冠を果たした。
1985年3月には新日本プロレスに来日、同時参戦していたディック・マードック&アドリアン・アドニスと組んでの6人タッグマッチにおいて、アントニオ猪木や藤波辰巳とも対戦した。帰国後の5月4日、ボビー・ジャガーズを破ってPNWのフラッグシップ・タイトルだったNWAパシフィック・ノースウエスト・ヘビー級王座を獲得。同月21日にはPNWの60周年記念興行において、かつてPNWで活躍したリック・マーテルの保持するAWA世界ヘビー級王座に挑戦した。
その後もPNWを主戦場としつつ、1986年1月には新日本プロレスに再来日。同年4月19日には、当時のNWA会長ジム・クロケット・ジュニアがルイジアナ州ニューオーリンズのスーパードームにて開催したタッグチーム・トーナメント "Crockett Cup" に、PNWからの参加チームとして旧敵ジャガーズと組んで出場したが、1回戦でワフー・マクダニエル&マーク・ヤングブラッドに敗退した。PNWでは1987年6月27日、リップ・オリバーを破ってNWAパシフィック・ノースウエスト・ヘビー級王座に返り咲いている。
1989年1月には全日本プロレスに来日、PNWでの盟友ブライアン・アダムスと組んでジャンボ鶴田&谷津嘉章の五輪コンビやジャイアント馬場&木村の義兄弟コンビと対戦し、天龍源一郎やジョン・テンタとのシングルマッチも組まれた。
1992年より古巣テネシーのUSWAに参戦し、キング・キラー（King Killer）を名乗ってジェリー・ローラーと抗争を展開。ブライアン・クリストファーと組んでローラー&ジェフ・ジャレットとUSWAタッグ王座を争い、同じくPNWから参戦してきたブルーズ・ブラザーズのプレイング・マネージャーも務めた。1994年はオレゴンにて新しく旗揚げされたOPWF（オレゴン・プロレスリング・フェデレーション）に出場した。
引退後の1996年にはWWFのワシントン州ヤキマにおけるTVテーピングに出場、OPWFでのタッグパートナーだったルー・アンドリュースと組んでヘンリー・O・ゴッドウィン&フィニアス・I・ゴッドウィンのジョバーを務めた。

## 得意技
- ルイジアナ・レッグ・ドロップ
- エルボー・ドロップ
- ネックブリーカー

## 獲得タイトル
パシフィック・ノースウエスト・レスリング
- NWAパシフィック・ノースウエスト・ヘビー級王座：3回[9]
- NWAパシフィック・ノースウエスト・タッグ王座：8回（w / トム・ジョーンズ×2、カール・スタイナー、ムーンドッグ・モレッティ、ロッキー・イヤウケア×2、リップ・オリバー、ココ・サモア）[7]

オレゴン・プロレスリング・フェデレーション
- OPWFタッグ王座：1回（w / ルー・アンドリュース）[16]